# Rathaus Löbau

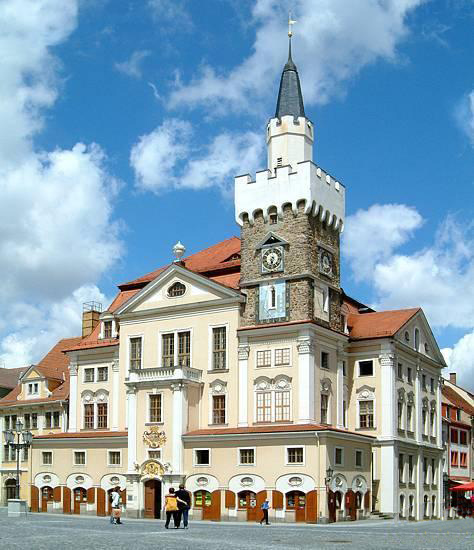
Rathaus in Löbau

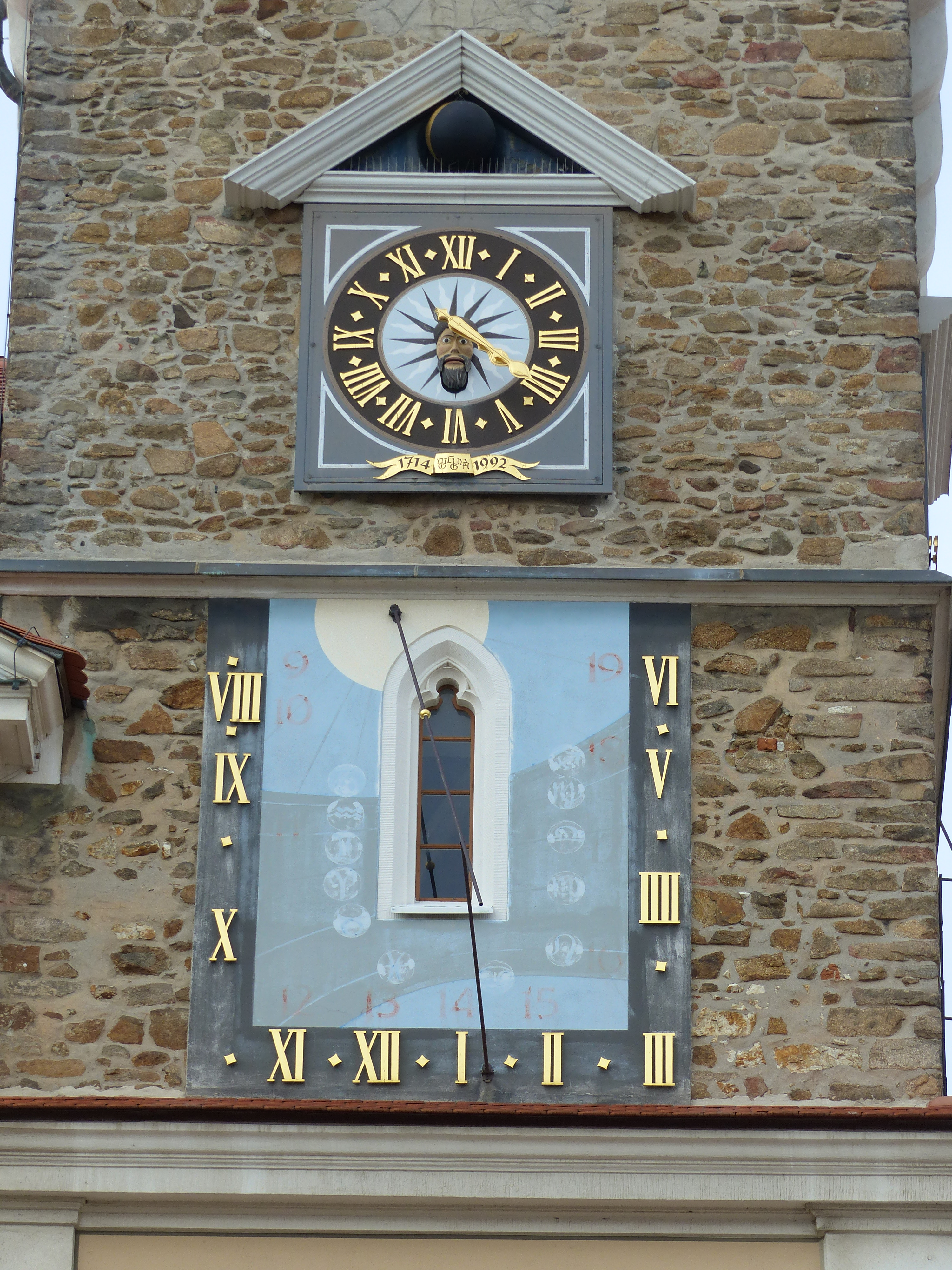
Astronomische Uhr im Turm

Das Rathaus in Löbau, einer Stadt im Landkreis Görlitz in der sächsischen Oberlausitz, ist ein barockes Amtsgebäude am Altmarkt 1. Es ist als Kulturdenkmal geschützt.
Nach dem Stadtbrand im Oktober 1710, dem der Vorgängerbau zum Opfer fiel, wurde das Rathaus von 1711 bis 1714 errichtet, wobei der Turm aus dem 15. Jahrhundert integriert wurde. Der Zittauer Maurermeister Rößler verwendete beim Neubau die Reste des abgebrannten Rathauses. Der stattliche Bau mit Mittelrisalit und Dreiecksgiebel besitzt einen Altan. An der Markseite befindet sich ein geschlossener Laubengang, der 1891/92 umgestaltet wurde.  
Der großzügige Eingangsbereich ist mehrfarbig bemalt und wird vom Stadtwappen geschmückt. Im Büro des Bürgermeisters sind die Stuckdecke und mehrere Gemälde des Zittauer Malers Nikolaus Prescher aus dem Jahr 1713 erhalten.
Es wird geprägt von einer Turmuhr mit Uhrschlag, einem Judutekopf mit beweglichem Kinn, Sonnenuhren auf der Ost- und Südseite sowie einer Mondphasenuhr. Der Kopf öffnet zur vollen Viertelstunde seinen Mund. 